# Estaca de Bares
La punta de l'Estaca de Bares (en gallec, punta da Estaca de Bares) és un cap situat a la península Ibèrica, a Galícia. Es tracta del punt més al nord de la península Ibèrica i d'Espanya, les seves coordenades són: latitud 43° 47′ 24″ Nord i longitud 07° 41′ 18″ W. Es troba entre les ries d'Ortigueira i d'O Barqueiro Forma part dels municipis de Mañón i Ortigueira (província de la Corunya). Per convenció a l'est d'aquest cap comença la mar Cantàbrica i a l'oest i el nord es considera que hi ha l'oceà Atlàntic.
Aquest lloc, que ocupa una superfície d'uns 936 hectàrees, ja va ser declarat Lloc Natural d'Interès Nacional durant la Segona República Espanyola i té molta importància com a lloc de pas dels ocells. També està declarat com un Lloc d’Importància Comunitària
A l'extrem nord d'aquest cap es troba el far de la punta de l'Estaca de Bares a 101 metres d'altura, que és el far més al nord de la península Ibèrica.
Hi ha les runes de bases militars dels Estats Units del tipus LORAN (acrònim en anglès de: Long Range Aid to Navigation).